# Philippe van de Werve
Philippe Marie Joseph Herman van de Werve (Antwerpen, 7 april 1819 – Vorselaar, 25 oktober 1884) was een Belgisch politicus.

## Levensloop
Hij werd geboren in het geslacht Van de Werve en werd op rijpere leeftijd in 1877 erkend in de Belgische adel, met de titel graaf, overdraagbaar bij eerstgeboorte. Hij trouwde in 1840 met Léocadie Geelhand (1817-1866). Het echtpaar kreeg tien kinderen, waaronder Léon van de Werve (1851-1920), voorzitter van de Koninklijke Zoölogische vereniging van Antwerpen. In 1858 kreeg hij een verbod om de titel van graaf te dragen.
Hij was woonachtig vanaf ca. 1850 tot aan zijn dood op het kasteeldomein van Vorselaar waar hij in het derde kwart van de 19e eeuw verbouwingswerken verrichtte waarbij het kasteel zijn huidige neogotische uiterlijk verkreeg. Tevens was hij de opdrachtgever voor de bouw van de devotiekapel toegewijd aan Onze-Lieve-Vrouw van Lourdes in de bosrijke omgeving van het kasteel.
Hij werd burgemeester van Vorselaar in 1855 in opvolging van J.B. Van den Broeck.
Hij was de vader van René van de Werve, die eveneens politiek actief was.